# Церемония открытия летней Универсиады 2013

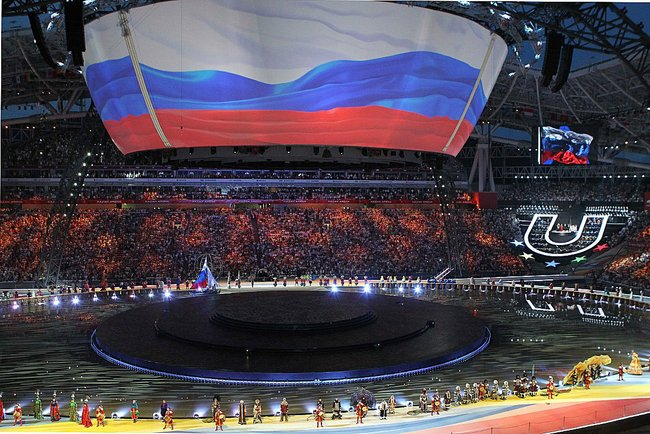
Церемония открытия Всемирной летней Универсиады 2013 года в Казани.

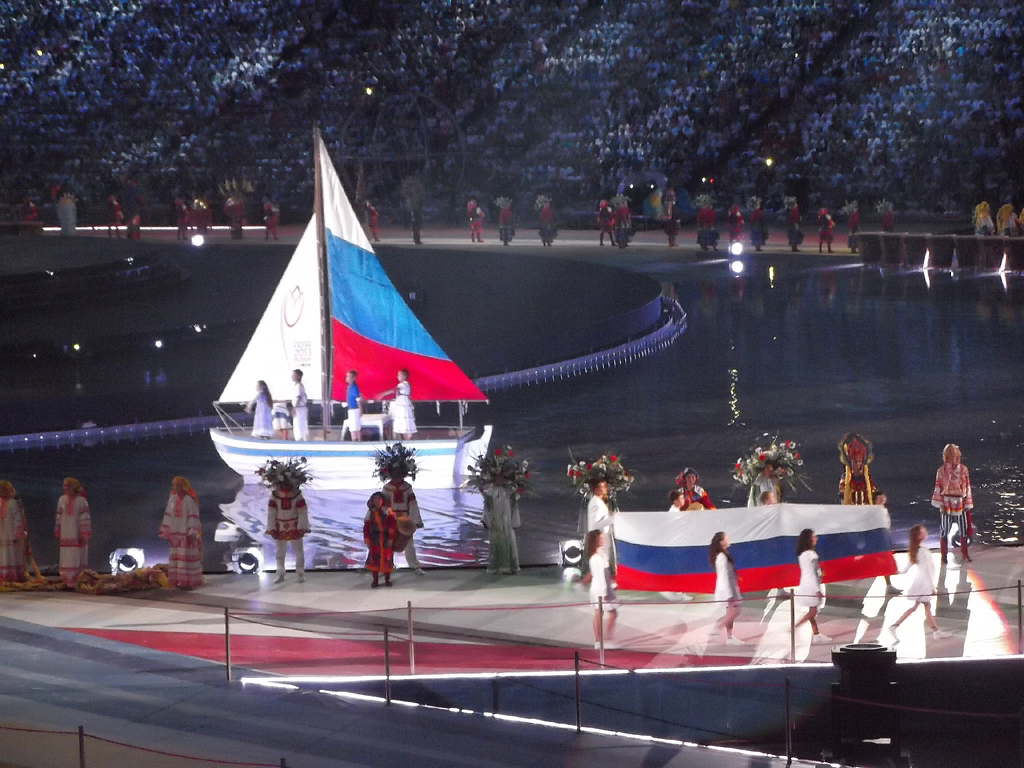
Вынос флага России на церемонии открытия XXVII Всемирной летней Универсиады 2013 года в Казани.

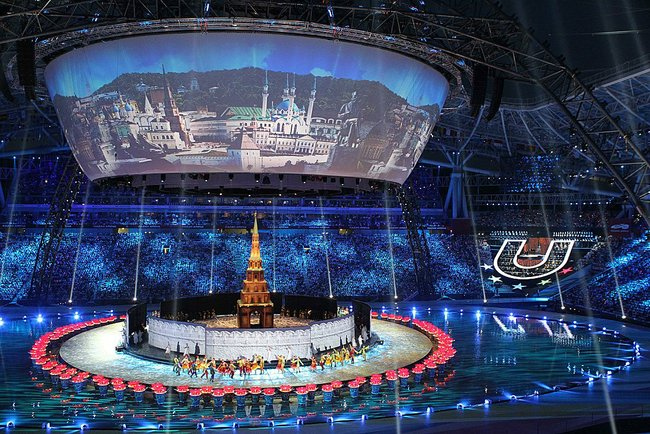
Декорации на церемонии открытия Всемирной летней Универсиады 2013 года в Казани.

Церемо́ния откры́тия XXVII Всеми́рной ле́тней Универсиа́ды состоялась в ночь с 6 на 7 июля 2013 года в российском городе Казани (Республика Татарстан) на новом, специально построенном для проведения соревнований, стадионе «Казань Арена», на котором присутствовало более 45 тысяч зрителей.
В церемонии приняли участие президент Российской Федерации Владимир Путин, президент Международной федерации университетского спорта (FISU) Клод-Луи Галльен (Claude-Louis Gallien), президент Республики Татарстан Рустам Минниханов и первый президент Республики Татарстан, государственный советник Минтимер Шаймиев.
Главным режиссёром церемонии выступил Алексей Сеченов, организаторами — Игорь Крутой, Борис Краснов. Вела шоу Яна Чурикова. Помощь зрителям оказывали 1 739 волонтёров, в том числе 200 волонтёров-аниматоров на трибунах.
В церемонии открытия выступили 70 местных творческих ансамблей, участниками представления стали около 1,5 тысячи человек, а вместе со специалистами сцены и организаторами общее число задействованных составило 4 тысячи человек. Помимо основной конструкции сцены использовалось более 30 крупных и более 200 мелких декораций и более 2 000 прожекторов и других световых приборов стадиона. Были изготовлены более 2 300 сшитых вручную костюмов и более 300 комплектов реквизита из более 1 000 элементов.

## Подготовка к проведению церемонии
Возведение сцены для проведения церемонии открытия и закрытия началось 5 марта 2013 года с монтажа металлоконструкций, после чего на ней проходили репетиции технических средств и номеров. В монтаже конструкции было задействовано более 400 человек. Репетиции продолжались 90 дней.
Сцена была выполнена в виде многоярусного круга и окружена фонтанами и водным пространством, в воде которого проплывали лодки-декорации и выступали часть артистов. К сцене с 4-х углов вели помосты. В центре сцены была устроена огромная подъёмная трансформируемая конструкция общим весом 467 тонн, ярусы-части которой поднимались в ходе шоу по-разному так, что формировали прямую и перевёрнутую пирамиду и чашу. На ярусах были устроены видеоэкраны, в том числе самый большой основной ярус транслировал изображение на 4 стороны трибун. Конструкция была подвешена на четырёх сходящихся от углов поля стадиона ферменных опорах с прожекторами. В верхней части схождения опор был устроен ферменный купол также с прожекторами, бьющими вниз на сцену и в зрительские ряды, а также высоко вверх в небо. На куполе выше уровня крыши стадиона была водружена 6-тонная чаша для Огня Универсиады, которая зажглась, когда к основаниям опор были поднесены 4 факела прибывшего Огня.
В угловом секторе среди трибун была устроена оркестровая яма в виде огромной светящейся буквы «U», в центре которой была устроена площадка для сольных исполнителей, а вверху — площадки для хоров. В другом угловом секторе была устроена лестница, заканчивающаяся площадкой для флагов России и Универсиады.

## Церемония открытия
Шоу состояло из трёх частей:
- театрализованно-тематических постановок;
- официальной части с парадом команд, выступлениями официальных лиц, церемонией подъёма флагов и церемонией зажжения Огня;
- концертной части с завершающим салютом.

### Театрализованная часть
Официальному открытию XXVII Всемирной летней Универсиады 2013 года в Казани предшествовало грандиозное, яркое, разноплановое и многогранное театрализованное представление, посвящённое России и её народам и включающее в себя двадцатиминутное шествие представителей более чем 180-ти народностей, населяющих территорию современной Российской Федерации.
Представление поведало участникам и гостям Универсиады о различных этапах истории России, Татарстана и Казани, о богатстве и периодах развития литературы, культуры, науки и техники в стране, а также о многообразии народных традиций и ремесёл.
Шествие народов Российской Федерации представляло собой театрализованную историко-этническую мистерию, ведущая роль в которой была отведена человеку — главному двигателю истории, создателю богатого наследия страны.
На центральной сцене стадиона «Казань Арена», с трёх сторон окружённой водным пространством, 384 артиста в колоритных национальных костюмах создали яркие образы персонажей из мифов, легенд и сказок народов России — Птицы-тройки, Бабы-яги, Жар-птицы, Зиланта, а также образы российских ремесленников — северян-охотников, оленеводов на упряжках, пастухов и виноградарей из южных краёв и других.
Специально для шествия было изготовлено 215 костюмов и более 300 предметов реквизита, а над созданием костюмов для эпизодов трудились 100 человек.
Участниками театрализованной постановки были исполнены национальные народные танцы, а также элементы народной борьбы на поясах, включённой в программу Универсиады.
Шествие народов России и ритмичное движение сотен артистов на сцене и вокруг неё происходило под аккомпанемент специально написанного для церемонии открытия музыкального произведения, представляющего собой калейдоскоп из мелодий русских, татарских, адыгейских, карельских, мордовских, тувинских, саамских, эвенкийских народных песен. Ритм движению задавали 120 барабанщиков.
В разных театрализованных номерах участвовали цирковые воздушные гимнасты, подвешенные на поднимавшихся-опускавшихся над полем и описывавших круг вокруг сцены конструкциях в виде облаков, сферы земного шара, космических кораблей и т. д.
Во время смены декораций зрители смотрели на видеоэкранах основного яруса конструкции сцены видеообращение с орбиты экипажа Международной космической станции и тематические научные и исторические видеопрезентации в стерео-3D-формате с использованием выданных стерео-очков.

### Официальная часть
На стадионе был представлен флаг российской Федерации. Его выносили дети, которые имели заслуги в разных видах спорта. Президент страны Владимир Владимирович Путин вместе с президентом студенческих игр наблюдали затем, как Кириллов Никита, Мария Каракёзова, Зухра Хакимова, Владислав Зимбицский, Дарина Зарипова, Марат Хайруллин, Тимур Хафизов и Анастасия Иванова выносят флаг. Дети передали флаг почетному караулу, после чего зазвучал гимн России.
В традиционном торжественном шествии команд-участниц Универсиады сборные 162-х стран мира шли по латинскому алфавиту и объявлялись на русском, английском и французском языках с указанием на видеоэкранах подъёмной конструкции сцены. Замыкала парад команд под оглушительные овации и стояние всех зрителей сборная страны-организатора — России. Команды шли за одетыми в национальные костюмы девушками с табличками и флагоносцем, совершали круг почёта и сразу рассаживались на боковой трибуне.
В официальной части президент Российской Федерации Владимир Путин и затем президент Международной федерации университетского спорта (FISU) Клод-Луи Галльен (Claude-Louis Gallien) поприветствовали собравшихся на русском и татарском языках и объявили официальное открытие Универсиады, сравнив масштаб Универсиады в Казани с Олимпийскими играми и подчеркнув, что национальной идеей России стало будущее молодого поколения. В церемонии приняли участие также действующий и бывший президенты Республики Татарстан Рустам Минниханов и Минтимер Шаймиев, мэр Казани Ильсур Метшин.
Клятву участника Универсиады произнесла олимпийская чемпионка по спортивной гимнастике Алия Мустафина, клятву судей — рефери Евгений Садовый.
Российский флаг во время шествия спортсменов было доверено поднести Дмитрию Хомякову — студенту Казанского федерального университета, мастеру спорта международного класса по тяжёлой атлетике, чемпиону мира среди студентов 2012 года и чемпиону мира среди молодёжи, а флаг Универсиады поднесли шесть известных личностей из разных сфер общественной жизни — шахматистка Алиса Галлямова, прима-балерина Большого театра Светлана Захарова, олимпийский чемпион по плаванию Владимир Сальников, пианист Денис Мацуев, актёр Константин Хабенский и фехтовальщица Камилла Гафурзянова.
Кульминацией официальной части церемонии открытия стал Огонь Универсиады, преодолевший рекордную дистанцию эстафеты в 104 тысячи километров. Он был разделён на 4 факела, внесён на стадион четырьмя хранителями —  волейболисткой Екатериной Гамовой, хоккеистом Наилем Якуповым, лыжником-паралимпийцем Иреком Зариповым и дзюдоистом Тагиром Хайбулаевым, поднесён к опорам и взбежал на купол к Чаше.

### Концертная часть
В концертной части церемонии открытия выступали Дмитрий Хворостовский, Мария Максакова с Александром Градским, солисты Большого и Мариинского театров Аида Гарифуллина, Альбина Шагимуратова, Ильдар Абдразаков и другие звёзды оперы и балета, а также коллективы песни, танца и театра. Стихи ко всем песням, которые были исполнены во время церемонии открытия написала известная российская поэтесса Лилия Виноградова.
В разных частях шоу принимали участие зрители, которые под указания на угловых видеоэкранах и волонтёров-аниматоров между трибун формировали трибунные «волны» (с участием также команд и В. Путина), зажигали фонарики и светящиеся шары, подсвечивали первыми приветственные ракетки, звонили в колокольчики. Для этого в начале шоу в белом рюкзаке всем зрителям был выдан набор из бело-красной декоративной теннисной ракетки в виде символа Универсиады тюльпана, красного и голубого фонариков, светящегося зелёным фонаря-шара, звонкого металлического колокольчика и стерео-очков. Набор остался зрителям на память как сувенир.
Помимо фейерверков в ходе разных частей, завершилось шоу фейерверками и салютом с крыши стадиона.
Церемония открытия проходила с 21:30 6 июля до 2:00 7 июля 2013 года и транслировалась в прямом эфире телеканалами «Россия 1» и «ТНВ-Татарстан», а также на медиафасаде стадиона «Казань Арена» и на экране в Культурном парке Универсиады.
Зрителей от станции метро «Козья слобода» и некоторых удалённых точек города подвозили и развозили несколько десятков метановых белых специальных автобусов-шаттлов.

## Стоимость билетов на церемонию открытия
Ваучеры на билеты на церемонию открытия начали продаваться ровно за год до начала Универсиады — 6 июля 2012 года, были раскуплены к маю 2013 года и стали обмениваться на билеты 10 июня 2013 года.
Билеты на церемонию открытия Всемирной летней Универсиады 2013 года в Казани стоили от 750 до 6 000 рублей.